# Usurpator
Een usurpator (Latijn: overweldiger) is een persoon die op een illegale wijze bevoegdheden of bezit overneemt, zoals het onrechtmatig overnemen van een troon, het ten onrechte voeren van een adellijke titel of het ongegrond uitoefenen van een ambt in een republiek. Deze illegale daad wordt usurpatie (werkwoord usurperen) genoemd.
In het Romeins recht was usurpatio de wederrechtelijke aanspraak op iets en de toe-eigening ervan dan wel de onderbreking van een verjaring door afschaffing van de bezitsvoorwaarden.
Usurpatie staat tegenover legitimiteit. Usurpatie kan door erkenning en door vrijwillige of afgedwongen gehoorzaamheid een legaal karakter krijgen. Maar de geldigheid van de staatsregelingen van het geüsurpeerde gezag is hier niet van afhankelijk. De bevoegdheid gezag uit te oefenen staat namelijk los van de rechtsgrondslag van de gezagsdrager en komt voort uit het daadwerkelijke overheidsgezag.
Zo beweerde de Franse diplomaat Talleyrand op het Congres van Wenen dat Napoleon een usurpator was, om in een gunstiger onderhandelingspositie te komen met het Frankrijk van de Bourbons.

## Voorbeelden
Bekende voorbeelden zijn Hendrik IV van Engeland, Michaël I van Portugal en Habibullāh Kalakāni van Afghanistan.